# Nicolae Brânzeu (preot)
Nicolae Brânzeu (n. 17 august 1883, Coroești, Vulcan, Hunedoara  - d. 30 decembrie 1962) a fost un preot român unit, deputat în Marea Adunare Națională de la Alba Iulia, deținut politic, autor de memorii. A fost tatăl academicianului medic Pius Brânzeu.

## Studii

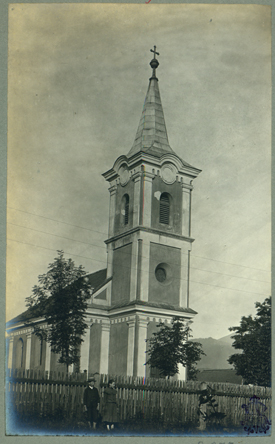
Biserica greco-catolică din Petroșani în care a activat preotul Nicolae Brânzeu (în prezent folosită de Biserica Ortodoxă Română)

A urmat studiile liceale la Colegiul Reformat „Kocsárd Kún” din Orăștie, pe care le-a absolvit în anul 1903 ca primul eminent. Studiile teologice le-a făcut la Universitatea din Budapesta, unde în decursul celor patru ani a fost de mai multe ori premiat. În toamna anului 1907 a fost trimis pentru completarea studiilor la Universitatea din  Viena, unde în anul 1908 a fost promovat doctor în teologie. La 30 august 1908 a fost hirotonit preot, după care a fost numit cooperator parohial (preot stagiar) la Petroșani.

## Activitatea politică
La 1 decembrie 1918 a fost delegat al Protopopiatului Greco-Catolic Comloșul Mare la Alba Iulia, în organismul legislativ reprezentativ care a adoptat hotărârea privind Unirea Transilvaniei cu România.:p. 47